# Phare d'Ar-Men
Pour les articles homonymes, voir Ar Men (homonymie).
Le phare d'Ar-Men (Ar Men signifiant « le rocher » ou « la pierre » en breton) est un phare en mer construit entre 1867 et 1881 à l'extrémité de la chaussée de Sein, à la pointe ouest de la Bretagne.
Il a été inscrit monument historique par arrêté du 31 décembre 2015. Sur proposition de la Commission nationale des monuments historiques, la ministre de la culture et de la communication a, le 20 avril 2017, classé au titre des monuments historiques le phare d'Ar-Men.

## Localisation

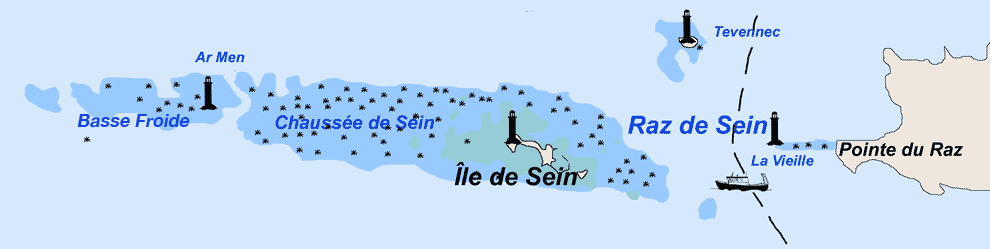
Carte de l’île et de la chaussée de Sein, incluant le phare d'Ar-Men.

Le phare d'Ar-Men se situe sur le rocher du même nom sur la commune de l'Île-de-Sein, département du Finistère, dans la région Bretagne, en France. Il se trouve à l'extrémité de la chaussée de Sein, à dix kilomètres environ à l'ouest de l'île de Sein. Il est donc en mer d'Iroise, la partie sud de la mer Celtique, elle-même à l'est de l'océan Atlantique Nord.

## Un phare mythique
Dans le monde des phares bretons en mer, dont font partie notamment Kéréon, la Vieille ou encore la Jument, le phare d'Ar-Men est le plus célèbre, en raison de son caractère très isolé, des difficultés considérables qu'a présentées sa construction et du danger qu'il y avait à relever son personnel. Considéré comme un lieu de travail extrêmement éprouvant par la communauté des gardiens de phare, il a été surnommé par ces derniers « l'Enfer des Enfers ». Les coups de boutoir portés par la grande houle pendant les tempêtes pouvaient faire trembler tout l'édifice et faire tomber tout ce qui était accroché aux murs, rendant ces périodes particulièrement difficiles pour les gardiens et il n'était pas rare que, par gros temps, on ne puisse pas relever les équipes tous les 15 jours comme de normal.

## La construction: une œuvre titanesque

### L'impossible projet
L'histoire du phare d'Ar-Men débute dans la nuit du 23 au 24 septembre 1859, avec le naufrage de la corvette à aubes Sané sur les rochers de la redoutable chaussée de Sein. Bien connue des marins, cette zone de récifs qui s’étend sur près de 13 milles marins (24 km) à l'ouest de l'île de Sein est extrêmement dangereuse. À l'époque de ce drame, aucun balisage n'existe, excepté un alignement établi entre les phares de la pointe du Raz et de Sein, depuis 1825. Mais ce repère ne signale que l'orientation de la chaussée et, par mauvais temps, la portée des feux est insuffisante pour être d'un quelconque secours.
Les protestations indignées de l'amirauté à la suite de la disparition de la Sané achèvent de convaincre la commission des phares, au sein du Ministère des travaux publics, de l'urgence d'établir un feu à l'extrémité ouest de la chaussée. L'installation d'un bateau-phare étant impossible, à cause de la violence de la mer à cet endroit et de la trop grande profondeur d’eau (plus de 70 mètres), les ingénieurs de la commission se mettent à travailler sur le projet de construction d'un phare.
La recherche d'un site propice à une telle construction débute dès l'année 1860. Trois rochers situés à l'extrémité occidentale de la chaussée de Sein sont repérés, dont l'un qui porte le nom d'Ar-Men. Cependant, aucun d'eux n'émerge suffisamment au-dessus des flots pour qu'il paraisse envisageable d'y construire quoi que ce soit. Ar-Men pourrait peut-être offrir une assise suffisante (surface de 105 m2) et s'élève tout de même à 4,2 mètres au-dessus des plus basses eaux, mais il paraît impossible d'y accoster.
L'année suivante, une autre campagne de repérage est effectuée sur la chaussée à l'occasion des grandes marées de l'équinoxe de printemps. Mais l'équipe d'ingénieurs, embarquée à bord du Souffleur, rentre bredouille de ses trois sorties au large de l'île de Sein, avec la ferme conviction que « la construction d'une base artificielle sur la chaussée de Sein constituerait une entreprise gigantesque présentant des difficultés inouïes et nécessitant des dépenses énormes se chiffrant par millions, que l'administration n'est pas en mesure de supporter. »
En dépit des qualificatifs utilisés dans ce rapport, la direction de la commission des phares ne veut pas renoncer à ce projet. L'ingénieur-architecte Léonce Reynaud, l'ingénieur en chef Fenoux, les ingénieurs Joly, Cahen et Mengin sont chargés de la conception et de la réalisation. De nouvelles opérations de reconnaissance sont effectuées et, finalement, en procédant par éliminations successives, les ingénieurs impliqués dans ces études se persuadent que le rocher appelé Ar-Men offre la moins mauvaise solution… Toutefois, lorsqu'en 1865, leur confrère Paul Joly se rend sur les lieux pour commencer à préparer les travaux, il ne parvient qu'à entrevoir le rocher, noyé en permanence sous l'écume, et conclut son rapport d'expédition en ces termes : « On ne peut songer à y faire un ouvrage en maçonnerie, les dimensions sont trop faibles. »
Pourtant, la Marine insiste et dépêche sur la chaussée de Sein l'ingénieur hydrographe Ploix qui, tout en reconnaissant l'incroyable difficulté du projet, se montre plus optimiste quant à la possibilité de bâtir un phare sur Ar-Men. Son rapport emporte finalement l'adhésion des ingénieurs de la commission des phares et, au mois d'août 1866, Paul Joly retourne à Ar-Men, dont il revient avec des croquis qui lui permettent de préparer le chantier de construction du phare. Dès lors, il n'y aura plus de retour en arrière, en dépit des problèmes considérables qu'il faudra résoudre en cours de chantier.

### Un travail lent et dangereux
Les travaux commencent véritablement en 1867. La première étape consiste à percer des trous dans la roche, pour y sceller des barres de fer qui serviront à fixer la maçonnerie. Pour ce faire, Paul Joly a recruté (difficilement) et entraîné une équipe de Sénans, qu'une chaloupe à vapeur conduit à Ar-Men dès que le temps et la marée sont favorables. Équipés d'espadrilles antidérapantes et de ceintures de sauvetage en liège, ces ouvriers d'occasion débarquent sur le rocher par équipes de deux et sont souvent contraints de s'y coucher pour ne pas être emportés par les vagues qui déferlent sur eux. Un canot reste en permanence à proximité pour récupérer les malheureux qui, de temps à autre, sont jetés à la mer. Le bilan de cette première campagne est maigre : cent heures de service, treize débarquements ajournés, neuf réussis, huit heures de travail effectif sur le rocher, quinze trous percés. L'année suivante, en 1868, le chantier progresse plus vite, grâce notamment à un temps clément et un conducteur de travaux particulièrement intrépide. Cette fois, à la faveur de dix-sept débarquements (dix-huit heures de travail effectif), quarante trous sont percés et une rigole circulaire est creusée dans la roche, pour y encastrer la base de la maçonnerie.

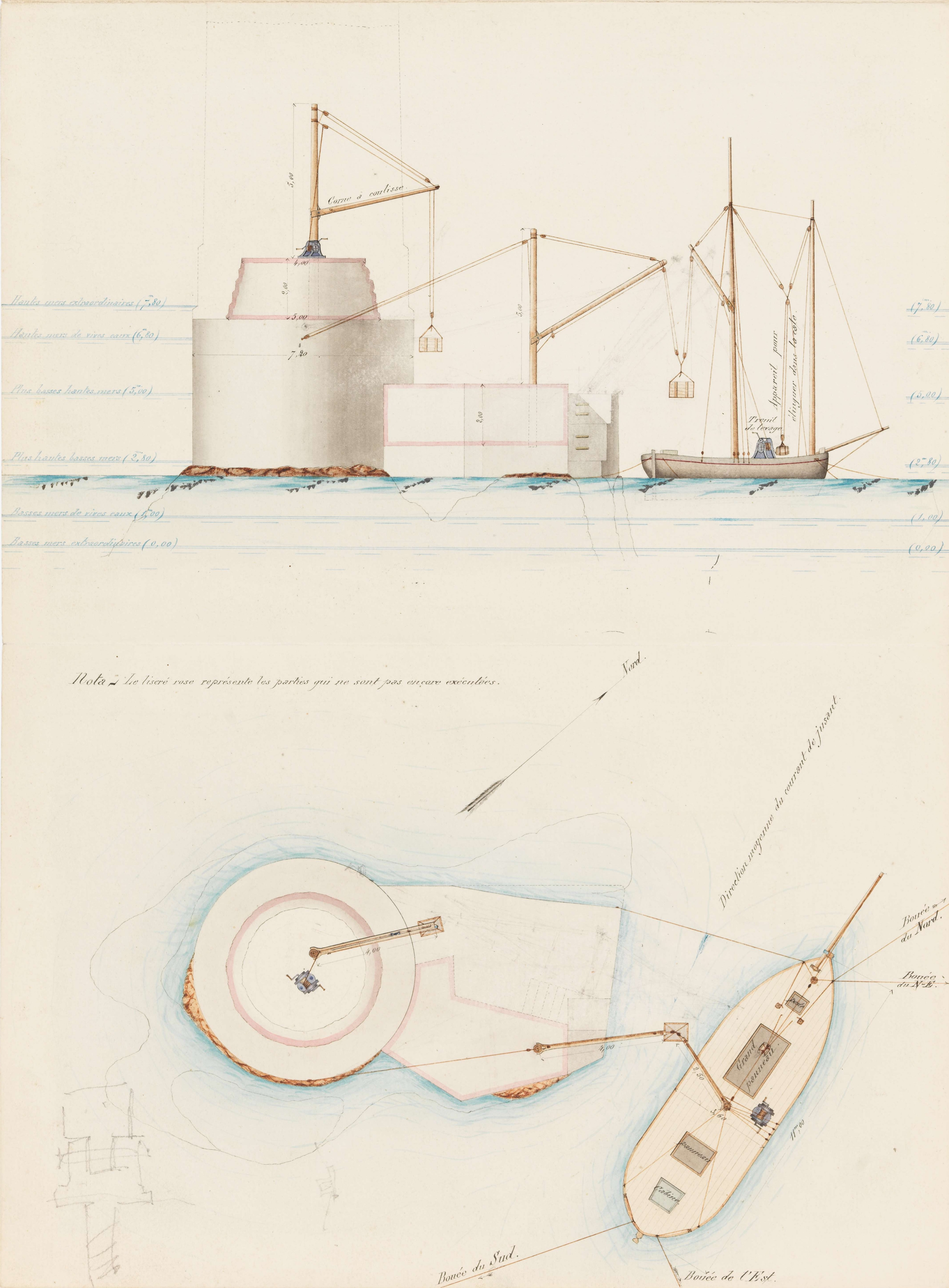
Système de débarquement envisagé en 1875 pour la construction du phare

Les premières pierres — du gneiss pour la première assise, puis des moellons de Kersantite — sont posées en mai 1869. Le ciment est préparé à l'eau de mer. À la fin de la saison, en octobre, 25 mètres cubes de maçonnerie s'élèvent sur Ar-Men, ce qui donne une moyenne d'un mètre cube par accostage, pour un total de 42 heures et 10 minutes de travail effectif. Ces beaux résultats sont d'autant plus méritoires que la tâche reste très dangereuse. Un marin reste constamment posté sur le rocher avec pour seule mission de surveiller l'arrivée d'éventuelles déferlantes. Cela dit, le jeune ingénieur chargé du chantier, Alfred Cahen, est alors persuadé que le projet de construction sera mené à son terme. La suite de l'histoire lui donne raison, même si certaines années les accostages sont à peine plus nombreux qu'au début des travaux et qu'il faut bien souvent refaire, en début de saison, ce que les tempêtes hivernales ont détruit ou abîmé.
Étonnamment, très peu d'accidents graves sont à déplorer. Plusieurs drames sont évités de justesse, grâce sans doute à la compétence des marins engagés dans les opérations. C'est ainsi par exemple que le 15 juin 1878, alors que la mer commence à grossir dangereusement, un canot évacuant quatorze ouvriers est renversé par une lame. Malgré le mauvais temps, tous les naufragés sont pourtant récupérés et se retrouvent dès le lendemain sur le chantier ! Un an après cet épisode, un autre groupe d'ouvriers est contraint de sauter à la mer pour rejoindre les canots qui ne peuvent plus accoster le rocher, à cause de hautes vagues qui ont fait soudainement leur apparition. En juillet 1880, un canot transportant cinq hommes est à nouveau renversé au pied du phare. Là encore, tous ses occupants sont récupérés. L'année suivante cependant, deux ouvriers sont à leur tour enlevés par une déferlante, alors qu'ils sont sur le canot qui les conduit au phare : l'un d'eux se noie, n'ayant pas capelé sa ceinture de sauvetage correctement. La chance n'aura donc pas souri jusqu'au bout aux bâtisseurs d'Ar-Men.
Enfin, au terme de quatorze années de travaux, le feu est testé le 18 février 1881, puis officiellement mis en service le 30 août de la même année. Toutefois, l'épopée de la construction n'est pas terminée. Les ingénieurs de la commission des phares sont en effet inquiets : jamais ils n'ont construit une pareille tour, presque simplement posée sur un rocher à peine plus large que la base du phare. Leur préoccupation est la suivante : le bâtiment est-il suffisamment stable, compte tenu de sa hauteur ? Ne risque-t-il pas d'être renversé par les vagues énormes qui l'assaillent lors des tempêtes ?
Au bout de quinze ans, Léon Bourdelles, directeur des phares, met fin à ces inquiétudes : il décide de lancer des travaux visant à alourdir l'édifice et à en renforcer la base par une chape de ciment de 50 cm d'épaisseur, après avoir fait refaire des calculs de stabilité qui montrent que le phare est effectivement trop léger. Commencé en 1897, le chantier ne s'achève qu'en 1902. Cette fois, l'édification du phare d'Ar-Men peut être considérée comme achevée. Et cent ans plus tard, la tour noire et blanche continue d'éclairer la terrible chaussée de Sein, témoignant de la qualité extraordinaire du travail accompli par ses bâtisseurs.

## Vivre dans «l'enfer des enfers»

### Un quotidien très réglé
Avant l'automatisation, à Ar-Men comme sur tous les autres phares, l'allumage et l'extinction du feu, planifiés à la minute près, constituaient les deux principaux événements de la vie quotidienne des gardiens. Ceux-ci étaient en permanence deux à habiter sur le phare et se relayaient pour assurer des quarts, 24 heures sur 24.
Pendant les quarts de nuit (les plus longs duraient de 9 à 10 heures), le travail consistait en priorité à veiller au bon fonctionnement du feu dans la lanterne, mais aussi à observer l'horizon maritime. Cette activité de surveillance nocturne était essentielle : elle devait permettre de repérer d'éventuels navires en détresse, de s'assurer que les phares et signaux lumineux alentour fonctionnent correctement et que la visibilité reste suffisante pour que le feu soit perçu. Lorsqu'un incident de quelque importance était repéré, concernant un navire ou un phare voisin, le veilleur devait donner l'alerte par radio (installée dans les années 1950). Quand c'est la brume qui s'installait, il fallait alors mettre en marche le moteur du signal sonore. Il semble que la vie dans le phare n'était jamais plus insupportable que pendant les moments où la très puissante corne de brume était en action.
Si les quarts de nuit se déroulaient pour l'essentiel dans la chambre de veille, sous la lanterne, les quarts de jour (plus courts : 5 à 6 heures) n'exigeaient pas une surveillance aussi attentive et pouvaient être mis à profit pour effectuer l'indispensable entretien des équipements et du bâtiment. Les gardiens devaient être capables de réparer à peu près tout et n'importe quoi sur le phare. Il fallait d'abord qu'ils soient attentifs à repérer et changer le matériel vieillissant, pour prévenir les pannes, celles surtout qui touchaient au fonctionnement du feu et de l'optique.
Modernisation oblige, à partir des années 1950, une formation d'électro-mécanicien était nécessaire pour occuper le poste. Délivrée à Brest, au Centre de formation des électro-mécaniciens de phares, cette formation comprenait notamment des sessions portant sur l'électricité, la mécanique, la radiotéléphonie ou encore la soudure... À lui seul, le programme donne une bonne idée du genre d'interventions que devaient effectuer les gardiens. Il semble par ailleurs que l'une de leurs activités d'entretien les plus fréquentes ait été la peinture. Jean-Christophe Fichou cite à ce propos la remarque ironique d'un gardien : « C'est un peu comme dans la Royale, tu salues tout ce qui bouge et tu peins le reste ! » Mais au quotidien, il fallait surtout nettoyer rigoureusement la lentille de l'optique, les vitres de la lanterne et les cuivres de la lampe.
Pour le reste, le gardien qui n'était pas de quart jouissait d'une totale liberté, sur un territoire il est vrai assez restreint et avec des sources de distraction limitées. Il pouvait ainsi tenir compagnie à son collègue, pêcher sur la plate-forme si le temps le permettait, faire la cuisine (des recettes de gardiens d'Ar-Men sont passées à la postérité)[réf. nécessaire], écouter la radio, lire, communiquer par radio avec sa famille (tolérance de l'administration des phares et balises), préparer du matériel de pêche, fabriquer des bateaux en bouteille (activité traditionnelle des gardiens de phares) ou tricoter. La télévision a évidemment pris une grande place dans le quotidien de ces hommes isolés, lorsqu'elle a fait son apparition.
Les conditions de confort sur Ar-Men étaient par ailleurs très spartiates. Le phare n'était pas chauffé. L'éclairage intérieur s'effectuait, pendant fort longtemps, à la lampe à pétrole. Il n'y avait évidemment pas de salle de bains, mais chaque gardien avait tout de même sa chambre à coucher. À part la chambre de veille, la cuisine était la seule autre pièce commune habitable de la tour.

### Histoires de gardiens
La monotonie du quotidien était toutefois régulièrement rompue par toutes sortes d'événements plus ou moins inattendus.
Il y avait tout d'abord les tempêtes, qui obligeaient les gardiens à s'enfermer à l'intérieur de la tour pendant parfois plusieurs jours. La violence des vagues et du vent leur interdisait même d'ouvrir une fenêtre ou de sortir sur la galerie entourant la lanterne (à plus de trente mètres au-dessus du niveau de l'eau !). Il fallait supporter les coups sourds et les vibrations causées par chaque lame déferlant sur le phare, sans trop penser à l'éventualité que l'une de ces vagues énormes emportât la tour, comme le craignaient ses architectes.
Après le passage de la tempête, il n'était pas rare d'avoir des réparations à effectuer : un carreau cassé à une fenêtre, une vitre de la lanterne fêlée, des pierres arrachées au pied de la tour ou même la cuisine dévastée par l'eau, après que la porte du phare eut été enfoncée par une vague. Pourtant, cette pièce était pratiquement située à mi-hauteur du phare, au-dessus du magasin. Sa fenêtre était en verre dépoli épais et un panneau de bronze la protégeait par mauvais temps. C'est dire la force des éléments auxquels Ar-Men devait, et doit encore, faire face.
Et puis, il y a eu les accidents, parfois graves. Le 15 janvier 1921, le gardien-chef Sébastien Plouzennec est emporté par une lame, alors qu'il observe à la jumelle, au pied de la tour, un navire croisant dans les parages de la chaussée de Sein. À la suite de ce drame, un garde-fou est installé tout autour de la plate-forme et du débarcadère. Néanmoins, d'autres gardiens connaissent la même fin tragique au cours du XXe siècle. Pour le gardien présent sur le phare au même moment, un tel accident constitue un véritable traumatisme, d'autant que des soupçons peuvent parfois finir par peser sur lui, si d'aventure ses relations avec le disparu étaient réputées mauvaises.
En décembre 1923, ce n'est pas de la mer que vient le danger, mais d'un incendie dans la cuisine. Après vingt-six jours de tempête, les trois gardiens non ravitaillés (François Le Pape, invalide de guerre, Henri Menou et Henri Loussouarn) n'ont plus de vivres frais et ont dû entamer le biscuit de réserve. Lorsque l'incendie se déclare dans la cuisine, la tour se transforme rapidement en vaste cheminée et il n'y a pas d'autre solution pour les gardiens, alors en train de procéder à l'allumage du feu dans la lanterne, que de fuir par l'extérieur en se servant du câble du paratonnerre et du cartahu pour descendre sur la plate-forme. De là, ils parviennent à regagner la cuisine et, après 17 heures de lutte, à vaincre le feu à l'aide de seaux d'eau de mer, évitant qu'il n'atteigne la cuve à fioul et fasse exploser le phare.
Comme sur tous les phares en mer, il y a également les histoires d'inimitiés entre gardiens. À Ar-Men, du temps où le phare était gardé par trois hommes (avant la Seconde Guerre mondiale), on raconte qu'un gardien exaspéré par ses deux collègues s'était caché dans le haut d'un placard mural, pour faire croire à sa disparition. Après d'infructueuses recherches, les deux hommes réunis dans la cuisine commencèrent à faire l'éloge de celui qu'ils croyaient mort, emporté par une vague. L'intéressé se manifesta alors. Il fut dénoncé par ses collègues furieux et perdit son emploi.
Au cours de la Seconde Guerre mondiale, les gardiens d'Ar-Men durent accueillir en permanence sur le phare trois soldats allemands. L'occupant avait imposé l'extinction pure et simple de la plus grande partie des phares français, manière radicale d'en prendre le contrôle. À Ar-Men, le feu ne devait être allumé que lors du passage de bâtiments de la marine allemande dans les environs de la chaussée de Sein, les soldats en poste étant informés par radio de ces mouvements. En dépit de l'ambiance exécrable qui régnait alors sur le phare, en octobre 1941, l'un des gardiens, François Violant, sauva de la noyade un soldat qui s'était jeté à l'eau pour récupérer le cormoran qu'il venait d'abattre avec son fusil.
Mais les visiteurs n'étaient pas toujours indésirables. Par grand beau temps, il arrivait que l'équipage de la vedette de ravitaillement puisse monter sur le phare pour partager un verre avec les gardiens, à tour de rôle cependant. Parfois même, en été, en cours de relève, une femme utilisait le cartahu pour passer quelques minutes sur ce territoire exclusivement masculin et égayer ainsi de sa présence l'austère demeure.

## Les périls de la relève
Sauf conditions de mer exceptionnellement favorables, les bateaux des « phares et balises » chargés du ravitaillement et de la relève n'accostaient pas Ar-Men. Un va-et-vient était établi entre le phare et le mât du bateau, puis hommes et paquets étaient halés à quelques mètres au-dessus des flots à l'aide d'un treuil manipulé par les deux gardiens installés sur la plate-forme, au pied de la tour. On parle de la technique du cartahu, qui exigeait de la part de l'équipage du bateau de liaison beaucoup d'habileté, de connaissance de la mer et de courage.
À Ar-Men, la vedette devait idéalement se présenter au pied du phare trois quarts d'heure avant l'étale. Il s'agissait alors d'établir le va-et-vient, puis d'effectuer le transbordement des hommes et des vivres, en veillant à la stabilité du bateau et à la sécurité du ravitaillement ou de l'homme suspendu au-dessus de l'eau. Pour ce faire, il fallait maintenir la proue du navire face à la houle qui déferlait sur le phare, sans s'écarter de celui-ci. Attentif au déroulement de chaque série de vagues, le pilote pouvait être obligé de lancer la vedette de toute la force de ses moteurs en direction de la base du phare, pour résister à la poussée des plus grosses lames.
Pendant plusieurs décennies, la relève d'Ar-Men a été assurée par la Velléda, commandée par Henri Le Gall, un véritable maître en la matière. Pourtant, même sous la direction de celui-ci, la manœuvre pouvait être mouvementée, comme le rappelle ce passage du récit qu'a consacré l'écrivain Jean-Pierre Abraham à son séjour sur Ar-Men :

« Lorsque j'ai quitté le pont de la Velléda, le va-et-vient n'a pas été viré assez vite et je suis passé longuement dans une vague, les matelots criaient. J'ai atterri dégoulinant sur le débarcadère. À travers mes lunettes brouillées d'eau je voyais les visages fantastiques de Clet et de Martin, parfaitement livides. L'eau est moins froide qu'on l'imagine. Nous avons éclaté de rire tous les trois. »

Comme sur tous les phares en mer, l'équipe de gardiens affectée à Ar-Men comptait trois membres : deux en service et un au repos à terre (sur l'île de Sein en l'occurrence, où un logement leur était réservé au « Grand Monarque », maison appartenant aux phares et balises). Jusqu'à la Seconde Guerre mondiale, chacun à son tour passait trente jours au phare et dix jours à terre. Ensuite, ce fut vingt jours au phare et dix jours à terre. À partir de 1971, le temps de service a été fixé à quatorze jours, suivi d'une période de repos de sept jours. Évidemment, ces règles n'étaient appliquées que dans la mesure où les conditions de mer le permettaient. À Ar-Men, il était fréquent que la relève soit annulée à cause du mauvais temps. Et cela pouvait durer : le record de temps passé sur le phare par un gardien est de plus de 100 jours… En 1922, les trois gardiens du phare d'Ar-Men sont restés 89 jours sans être ravitaillés.
« Temps permettant » donc, selon l'expression utilisée par les gardiens et les équipages du bateau de ravitaillement, la relève d'Ar-Men, à partir de 1971, avait lieu le jeudi en hiver et le vendredi en été. Aidé par les matelots de la vedette, c'est d'abord le gardien « montant », équipé d'une brassière de sauvetage et assis à califourchon sur le « ballon », qui utilisait le va-et-vient. Une fois sur la plate-forme du phare, il remplaçait au treuil le gardien « descendant » qui, à son tour, utilisait le « ballon » pour rejoindre le pont de la vedette, où les matelots s'efforçaient de lui offrir un « atterrissage » pas trop acrobatique. Ensuite, on passait les vivres et le matériel. Puis, pour finir et si nécessaire, on effectuait le plein d'eau, de pétrole et de gazole.

## Depuis l'automatisation
La dernière relève d'Ar-Men a eu lieu le 10 avril 1990. Daniel Tréanton et Michel Le Ru, les deux gardiens en service ce jour-là, ont été hélitreuillés.
Depuis l'automatisation, les visites d'entretien du phare s'effectuent par hélicoptère. Une fois par an, des plongeurs inspectent la base du phare.
La Société nationale pour le patrimoine des phares et balises s'inquiète pour l'avenir du phare dont l'état s'est dégradé depuis son automatisation.

## Fiche technique

### Architecture
- Hauteur au-dessus de la mer : 33,50 m.
- Taille générale : 37 m.
- Hauteur de la focale : 33,50 m.
- Bâtiment : tour tronconique en maçonnerie de pierre de taille de grès et de granite blanchie dans sa partie haute, peinte en noir dans sa partie inférieure, avec deux abris en maçonnerie lisse accolés, l’un au nord-est, l’autre à l’est, à la partie inférieure, sur un soubassement de forme irrégulière en maçonnerie de pierres apparentes. Fût terminé par une corniche supportant une rambarde métallique. On accède à la lanterne par un escalier en vis avec jour. Le toit de la lanterne est en zinc[13].

### Optique
- 31 août 1881 : feu fixe blanc. Optique de 0,70 m de focale.
- 1er janvier 1892 : feu fixe varié par de courtes occultations toutes les 5 secondes. Optique de 0,70 m de focale.
- 1er octobre 1897 : feu à 3 éclats toutes les 20 secondes. Optique de 0,70 m de focale. Cuve à mercure installée la même année.
- 10 avril 1990 : feu blanc à 3 éclats groupés toutes les 20 secondes. Optique tournante de 6 panneaux au 1/6. Optique de 0,25 m de focale.
- La portée actuelle du feu est de 21 milles nautiques (environ 40 km).

### Feu
- Gaz d'huile : 1er octobre 1897 (fabriqué à l’île de Sein).
- Vapeur de pétrole : 1903.
- Électrification (lampe halogène de 250 W) : 1988.
- Automatisation : 1990.

### Signal sonore
- Vibrateur ELAC-ELAU 2200 : 3 sons toutes les 60 secondes.

### Calendrier et évolution de la construction
| Nature de la construction | Date            | Hauteur atteinte |
| ------------------------- | --------------- | ---------------- |
| Optique et lanterne       | 18 février 1881 | 37 m             |
| Salle de veille           | 1880            | 31,90 m          |
| Salle des machines        |                 |                  |
| Chambre 3                 | 1879            | 26,40 m          |
| Chambre 2                 | 1878            | 23,90 m          |
| Chambre 1                 |                 |                  |
| Cuisine                   | 1877            | 16,70 m          |
| Combustible               |                 |                  |
| Vestibule et cuve à eau   | 1876            | 11 m             |
| Base terminée             | 1875            | 7,80 m           |
| Base                      | 1874            | 4,80 m           |
| Base                      | 1873            | 2,80 m           |
| Base                      | 1872            | 2,40 m           |
| Base                      | 1871            | 1,80 m           |
| Base                      | 1870            | 1,20 m           |
| Base                      | 1869            | 0,60 m           |

.

## Livres

### Histoire
- « Ar-Men, phare sur la chaussée de Sein (département du Finistère) : travaux extraordinaires », Le Magasin pittoresque, vol. 47,‎ 1879, p. 171-174, (lire en ligne).
- R. Audra (ancien élève de l’école polytechnique), « Phare d'Ar-Men (Finistère) : 1867-1881 », Le Génie civil : revue générale des industries françaises et étrangères, Paris, vol. 1, no 6,‎ 15 janvier 1881, p. 125-128, (lire en ligne).
- Charles Boissat, « Le Phare d'Ar-Men », La Nature : revue des sciences, no 25,‎ 1873, p. 387-390, (lire sur Wikisource, lire en ligne).
- « Construction d'un phare sur la chaussée de Sein », Annales du sauvetage maritime, Paris, vol. III,‎ janvier 1868, p. 18-20, (lire en ligne).
- Jean-Christophe Fichou, Noël Le Henaff, Xavier Mével, Phares : histoire du balisage et de l'éclairage des côtes de France, Douarnenez, Éditions Le Chasse-Marée / Armen, 1999, 451 pages.
- Louis Figuier, « Le Phare d'Ar-Men : Conditions extraordinaires dans lesquelles s'effectue la construction de ce phare ; État des travaux en 1878 », dans L'Année scientifique et industrielle..., Paris, Libr. Hachette, 1879, (lire en ligne), p. 229-231.
- R. Fleury, « Ar-Men et son phare », Musée des familles : édition populaire hebdomadaire, Paris, no 34,‎ 20 août 1896, p. 541-542, (lire en ligne). — Initialement paru dans le Musée des familles : lectures du soir, vol. LXXVII, 15 juillet 1896, p. 54-55.
- Jean-Yves Fouquet, Gardien de phare : d'Ar-Men à..., Penmarc'h, chez l'aut., 2007, 239 p. (ISBN 978-2-7466-0020-1).
- Victor Lacroix, Phare d'Ar-Men sur la chaussée de l'île de Sein dans le département du Finistère : notice sur sa construction, Quimper, Impr. A. Jaouen, 1888, 95 p.
- « Le Phare d'Ar-Men sur la chaussée de Sein : lettre d’un abonné des Annales », Annales du sauvetage maritime, Paris, vol. VI,‎ décembre 1871, p. 49-53, (lire en ligne).
- Récit de la construction d'Ar-Men sur un site Internet consacré à l'histoire des phares de France et créé par Jean-Christophe Fichou.

### Littérature
Le côté exceptionnel de ce phare, son isolement et son histoire ont inspiré de nombreux auteurs, en particulier l'écrivain Jean-Pierre Abraham, qui fut gardien de phare à Ar-Men de 1959 à 1963.
- Jean-Pierre Abraham, Armen, Le Tout sur le tout, 1988, [1re édition 1967], Journal de bord poétique d'un hiver à Ar-Men.
- Jean-Pierre Abraham (ill. Yves Marion), Journal d'hiver : Armen-Sein, Bazas et Gouvernes, Le Temps qu’il fait et Le Tout sur le tout, 2012, 77 p. (ISBN 978-2-86853-583-2).
- Jean-Pierre Abraham, « Velleda mon amour », dans Au plus près, Le Seuil, 2004, Récit par Abraham de son évacuation du phare en urgence, à cause d'une crise d'appendicite.
- Jean-Jacques Antier, Tempête sur Armen, Presses de la Cité, 2007, L'histoire romancée d'un gardien du phare d'Ar-men au début du XXe siècle.
- René Kerviler (sous le pseud. L. de Kerpennic), Ar-Men : drame en 5 actes et 5 sonnets, Morlaix, Impr. A. Chevalier, 1884, 9 p.
- François Lozet (abbé), Armen, ou le Phare qui s'éteint : drame en 1 acte, Niort, Éd. Boulord, 1928, 32 p.
- Henri Queffélec, Un feu s'allume sur la mer, 1956, Roman dont la construction du phare d'Ar-Men forme le contexte.
- Rachilde, La Tour d'amour, Le Tout sur le tout, 1980. [1re édition 1899]. Roman qui a pour cadre le phare d'Ar-Men.
- Jean-Yves Vincent, Ar-Men, Sarreguemines, Éd. Pierron, 1999, 346 p. (ISBN 2-7085-0204-2, lire en ligne [extrait]). — Roman.

Jules Verne, contemporain de la construction du phare, détaille les raisons de la construction d'un phare en cet endroit et mentionne la rudesse des travaux de construction du phare d'Ar-men dans son roman L'Épave du Cynthia, paru en 1885 et cosigné par André Laurie, précisément au chapitre XIV, La Basse Froide : « Aussi les phares de l'île de Sein et du Bec-du-Raz ont-ils été établis de manière à donner l'alignement de la chaussée, qui peut ainsi être reconnue et évitée par les navires venant de l'ouest. Mais elle est restée si périlleuse pour ceux qui viennent du sud, qu'on a dû se préoccuper, de longue date, d'en signaler la pointe par un feu spécial. Malheureusement, il n'existe à cette extrémité aucun îlot ou rocher où l'on puisse construire, et la violence habituelle de la mer ne permet pas de songer à un feu flottant. Il a donc fallu se résoudre à élever le phare sur le rocher d'Ar-men, située à trois milles de la pointe extrême. Encore les travaux sont-ils entourés de si grandes difficultés que ce phare, commencé en 1867, douze ans plus tard en 1879, n'était arrivé qu'à moitié hauteur, c'est-à-dire treize mètres au-dessus des eaux. On cite telle année où il n'a été possible d'y travailler que pendant huit heures, quoique les ouvriers fussent constamment à guetter l'instant favorable. Le phare n'existait donc qu'en projet, au moment de la catastrophe de l'Alaska. »

### Bande dessinée
- Briac, Armen, Brest, Éd. Le Télégramme, 2008, 49 p. (ISBN 978-2-84833-194-2) : Histoire dont l'action se situe durant la Seconde Guerre mondiale.
- Emmanuel Lepage, Ar-Men, l'enfer des enfers, éditions Futuropolis, 2017.
- Patrick Weber et Nicoby, Sang de Sein, 2018, éditions Vents d'Ouest.

## Audiovisuel
- Le Phare d'Ar-Men, Pathé Journal de 1937.
- La Mer et les Jours, documentaire réalisé en 1958 par Raymond Vogel et Alain Kaminker ; chronique de l'île de Sein, avec des images de la relève d'Ar-Men, Alain Kaminker s'est d'ailleurs noyé au cours du tournage de ces images.
- Le Phare d'Ar-Men dans Les coulisses de l'exploit, en 1963 ; l'émission présente un portrait de Jean-Pierre Abraham, alors jeune gardien d'Ar-Men, (Le Phare d'Ar-Men sur le site de l'INA).
- Ar-Men, court métrage écrit et réalisé par Gilles Auffret, produit par Temps noir, Un adolescent embarque comme matelot sur un fileyeur dans l'espoir vain d'approcher le phare du bout du monde, Durée : 14 min 10 | Format : 35 mm | Image : 1.85 | Son : Dolby SR | © Temps noir 2007.
- Il était un phare, documentaire de 52 min réalisé par Thierry Marchadier, produit par 1+1 Production en 2000, Avec des séquences de tempête et le retour à Ar-Men de ses anciens gardiens.
- Phares de France, les gardiens de la côte, épisode de l'émission Thalassa réalisé en 2016 (Phares de France, les gardiens de la côte sur le site de l'INA).